# Maria Mariotti
Maria Mariotti (Saronno, 27 aprile 1964) è un'allenatrice di calcio ed ex calciatrice italiana, di ruolo centrocampista.

## Carriera

L'Alaska Trani 80 campione d'Italia 1984. Da sinistra in piedi: Santo Barbato (all.), Viola Langella, Saveria Ancora, Rosaria Barba, Paola Bonato, Tonia Russo, Maria Mariotti, Rose Reilly (cap.), Luana Pavan. Accosciate da sinistra Lucia Semerano, Viviana Bontacchio, Anna Palma, Adele Marsiletti, Maria Blagojevic e Rosa Forni.

Iniziò a giocare giovanissima con i ragazzi del rione. Siccome gli amici andavano a giocare all'oratorio maschile di via Legnani, lei li seguì. Il "Don" mandò a chiamare i genitori consigliando loro di non far giocare lei (unica bambina) con i maschietti. Maria va perciò al G.S. Robur Saronno dove non rimane a lungo per problemi con gli altri maschi. Viene tesserata successivamente dal C.S. Prealpi di Saronno sotto falso nome e come maschio per giocare un campionato "pulcini" (all'epoca fra 9 ai 12 anni compiuti). Con la crescita non è più possibile nascondere che è una femmina e disputa perciò delle partite di sole ragazzine.
A 11 anni la Prealpi disputa una amichevole con l'ACF Milan, che era già in Serie A, e questi la prendono. È l'ACF Milan di Vittorio Pino, allenata da Antonio Curreri il quale la schiera come centro-mediano.

Cresce nel club rossonero zeppo di calciatrici già in nazionale oppure successivamente più volte convocate da Amadei, Galli e Guenza e ha già una notevole esperienza quando alla fine della stagione 1980, a seguito di un cospicuo accordo economico con Ernesto Guarini, il DS del Milan Vittorio Pino "porta" le rossonere in blocco all'Alaska Lecce. Ciò non compromette la sua attività lavorativa perché gli allenamenti in settimana li fa con Curreri sul campo sterrato di Cinisello Balsamo e la domenica si spostano col treno di notte per andare a giocare il loro campionato, mentre la squadra giovanile gioca il campionato di Serie C lombarda.

Sanitas Trani 80 campione d'Italia 1985. In piedi da sinistra: Paolo Loporchio (presidente), Santo Barbato (allenatore), Angela Coda, Viola Langella, Antonella Carta, Paola Bonato, Rose Reilly (capitano), Luana Pavan. Accosciati da sinistra: Nunzio Corrado (massaggiatore), Viviana Bontacchio, Lone Smidt Hansen, Antonella Marrazza, Ulla Bastrup e Adele Marsiletti.

All'Alaska Gelati Lecce iniziano i suoi infortuni (ginocchia, legamenti e menischi), ma lei ha un carattere molto forte e si rialza dopo ogni infortunio ritornando puntualmente in squadra. Arrivano così i primi tre scudetti e due coppe Italia. A Trani, dopo due stagioni notevoli in cui si è raccolto una promozione in Serie A e una Coppa Italia, si decide di costruire una squadra di successo. Lei, Rose Reilly, Anna Maria Mega, Viviana Bontacchio e Carolina Morace sono le carte vincenti che Santo Barbato cala dal mazzo lasciando indietro una Lazio CF che tutti davano per vincente all'inizio del campionato.
La stagione successiva è ferma dall'inizio per un infortunio che riesce a recuperare alla 13ª e prima giornata di ritorno. Ma la squadra, malgrado le difficoltà, vince ancora il campionato ma perde la Coppa Italia contro la Lazio.

La GEAS alla finale di Coppa Italia 1993-1994. In piedi da sinistra: Adriana Miravalle, Raffaella Salmaso, Debora Novelli, Maria Mariotti, Anna Gesuele e Rita Lanfranchi. Accosciate da sinistra: Stefania Antonini, Laura Cascella, Jana Nováková, Tiziana D'Orio, Rosella Sironi.

## Nazionale

La Nazionale Italiana in allenamento a Gorgonzola (circa 1982). In piedi da sinistra: Nazzarena Grilli, Ida Golin, Elisabetta Saldi, Maria Mariotti, Marisa Perin, Elisabetta Vignotto e Stefania Bandini. Accosciate da sinistra: Ornella Montesi, Elisabetta Secci, Caterina Fuoco, ???, Maura Furlotti e Daniela Sogliani.

## Palmarès

### Club
- Campionato italiano: 6

Alaska Lecce: 1981, 1982, 1983
Alaska Trani 80: 1984
Sanitas Trani 80: 1985
Despar Trani 80: 1985-1986
Reggiana: 1989-1990, 1990-1991
- Coppa Italia: 2

Alaska Lecce: 1981, 1982